# Barbacenia hilairei
Barbacenia hilairei är en enhjärtbladig växtart som beskrevs av Goethart och Johannes Jan Theodoor Henrard. Barbacenia hilairei ingår i släktet Barbacenia och familjen Velloziaceae. Inga underarter finns listade.